# Nguyễn Thanh Tùng (Thái Nguyên)
Nguyễn Thanh Tùng (sinh năm 1959) là đại biểu Quốc hội Việt Nam khóa 13, thuộc đoàn đại biểu Thái Nguyên.

## Tiểu sử
Nguyễn Thanh Tùng sinh ngày 7 tháng 8 năm 1959, người dân tộc Kinh, không theo tôn giáo nào.
Ông có quê quán tại xã Phú Xuân, huyện Vũ Thư, tỉnh Thái Bình.
Ông có bằng Cử nhân Sư phạm và Cao cấp lý luận chính trị Đảng Cộng sản Việt Nam.
Ngày 15 tháng 11 năm 1988, ông gia nhập Đảng Cộng sản Việt Nam.
Ông từng là Đại biểu HĐND tỉnh.
Từ 2011 đến 2016, ông là Đại biểu Quốc hội Việt Nam khóa 13 tỉnh Thái Nguyên, Ủy viên Ban thường vụ tỉnh ủy, Trưởng ban Tổ chức Tỉnh ủy Thái Nguyên.